# Венесуельська криза (1902—1903)
Венесуельська криза 1902—1903 років — морська блокада з 9 грудня 1902 року по 19 лютого 1903 року, запроваджена проти Венесуели Великою Британією, Німеччиною та Італією у зв'язку з відмовою президента Сіпріано Кастро виплатити зовнішні борги і збитки в громадянській війні . Кастро припускав, що американська «доктрина Монро» не допустить європейського військового втручання, але на той час США розраховували застосовувати її лише у разі захоплення європейцями територій в Америці, а не у всіх випадках втручання. У результаті США не перешкоджали морській блокаді Венесуели європейськими флотами. Кастро відмовився здатися і вимагав міжнародного арбітражу, проти якого виступила Німеччина. Президент США Теодор Рузвельт змусив німців відступити, відправивши свій власний флот під командуванням адмірала Джорджа Дьюї та погрожуючи війною, якщо німці висадять десант. Зрештою Велика Британія дала добро на переговори, хоча блокаду на час переговорів не зняла. 13 лютого 1903 був підписаний договір: блокада була знята, а Венесуела зобов'язалася відраховувати 30 % своїх митних зборів на покриття боргів. Цей епізод сприяв розвитку «доктрини Монро», затвердивши право Сполучених Штатів втручатися, щоб «стабілізувати» економічні відносини малих країн Карибського басейну та Центральної Америки.

## Передумови

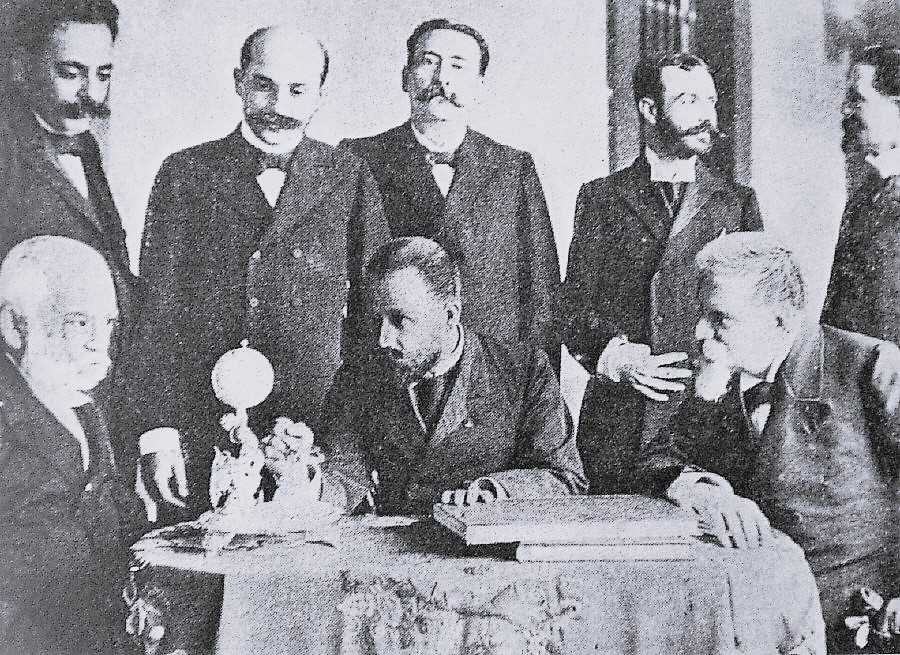
Сіпріано Кастро та його кабінет, 1902

На рубежі XIX століття німецькі торговці домінували у секторах венесуельського імпорту, експорту та банківської системи. Більшість із них мали зв'язки у Берліні з великими промисловцями та банкірами.Революційні потрясіння ХІХ століття у Венесуелі завдали їм значної шкоди, й у Берлін безупинно йшли скарги та прохання про захист. Особливо важко довелося венесуельській економіці і європейським комерсантам під час громадянської війни у Венесуелі 1892 року, що привела Хоакіна Креспо до влади, але призвела до шісти місяців анархії і відсутності ефективного уряду. Громадянська війна 1899 року знову привела до примусових позик у європейських комерсантів і вилучення їх будинків і майна. В 1893 французькі, іспанські, бельгійські та німецькі посли в Каракасі домовилися спільно врегулювати претензії до венесуельського уряду, але не змогли домогтися виплати репарацій.
Сіпріано Кастро, захопивши владу в країні 1899 року, призупинив виплати за зовнішніми боргами . Це призвело до протесту з боку Великої Британії, яка мала найбільшу частку у венесуельському боргу, що становила майже $15 млн. .
У липні 1901 року Німеччина закликала Венесуелу добровільно погодитися на міжнародний арбітраж через Постійну палату третейського суду в Гаазі . У період із лютого по червень 1902 року британський представник у Венесуелі надіслав Кастро сімнадцять листів від імені британського уряду, але навіть не отримав відповіді . Кастро розраховував, що ухвалена в США «доктрина Монро» захистить Венесуелу від європейського військового втручання. Теодор Рузвельт, проте, розглядав доктрину як інструмент дії лише у разі захоплення європейцями територій в Америці, а не будь-якого втручання . Як віце-президент в липні 1901 року Рузвельт заявив, що «якщо будь-яка країна Південної Америки погано поводиться по відношенню до будь-якої європейської країни, нехай європейська країна відшльопає її», і повторив цю точку зору перед Конгресом 3 грудня 1901 .

## Підготовка

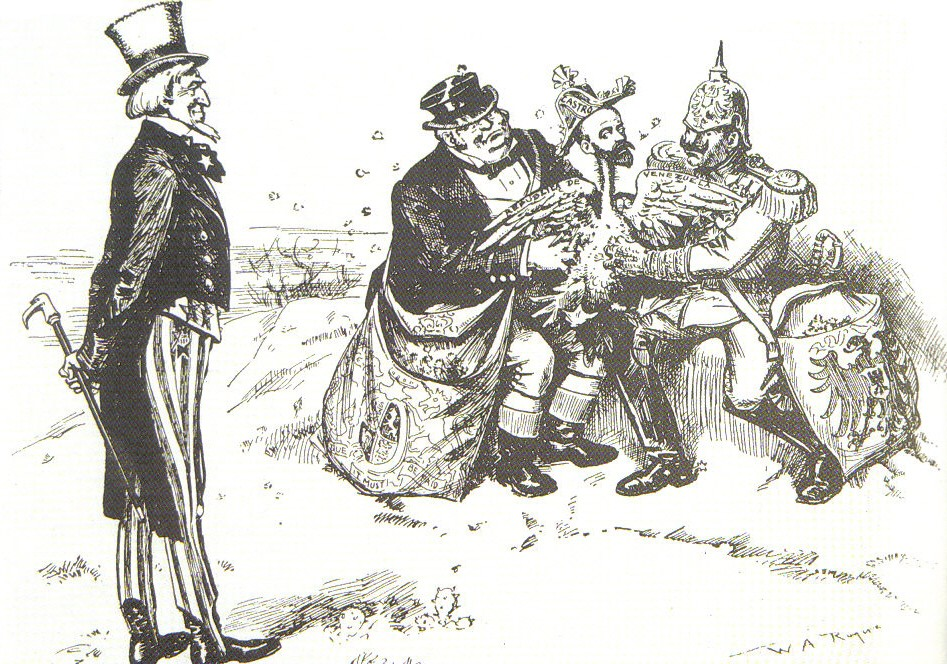
Карикатура на Сіпріано Кастро, худ. Вільям Аллен Роджерс, New York Herald, січень 1903

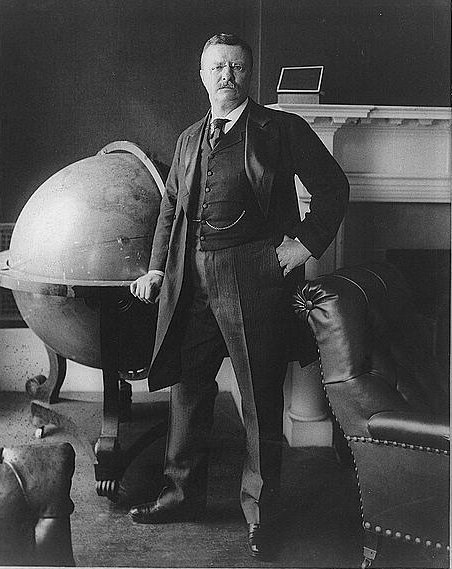
Теодор Рузвельт, президент Сполучених Штатів Америки (1903)

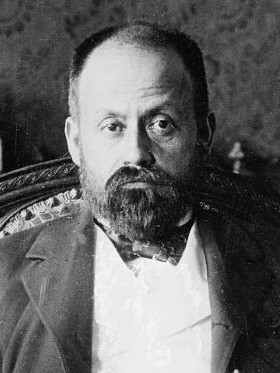
Сіпріано Кастро, президент Венесуели (1903)

В середині 1901 року німецький канцлер Бернхард фон Бюлов вирішив у відповідь на скарги німецьких концернів у Венесуелі відреагувати тією чи іншою формою військового втручання та обговорив із командуванням німецького флоту можливість блокади венесуельського узбережжя. Адмірал Отто фон Дідеріхс рекомендував зайняти Каракас, якщо блокада не увінчається успіхом. Тим не менш, розбіжності всередині уряду Німеччини про те, чи слід у рамках блокади пропускати нейтральні суди, чи ні, стали причиною затримки. Кайзер Вільгельм II висловив свою згоду із встановленням блокади. Для початку в кінці 1901 німці знову зажадали у Венесуели репарацій і послали два кораблі — Вінета і Фальке — до венесуельського узбережжя. У січні 1902 року кайзер припинив введення блокади через новий спалах громадянської війни у Венесуелі, оскільки в Берліні розраховували на прихід до влади більш податливого уряду. Ситуація в регіоні ускладнювалася чутками в Сполучених Штатах і в Англії, що Німеччина хоче облаштувати на острові Маргарита військово-морську базу (насправді кайзер відмовився від цієї ідеї, отримавши повідомлення з Вінети, що німецький флот буде дуже вразливий біля берегів Венесуели).
Наприкінці 1901 року Міністерство закордонних справ Великої Британії перейнялося тим, що Велика Британія виглядатиме слабкою в очах світової спільноти, якщо не виявить турботу про інтереси своїх підданих, тоді як Німеччина цим уже зайнялася. Британці почали зондувати німецьку сторону щодо спільних дій, але спочатку отримали негативну відповідь. На початку 1902 року британські та німецькі фінансисти працювали спільно, щоб чинити тиск на свої уряди. Італія, яка почала підозрювати про існування планів забезпечення венесуельцями боргів, прагнули до них приєднатися, але Берлін їм відмовив. Їхня участь була узгоджена англійцями після того, як «Рим проникливо зазначив, що він може повернути борг у Сомалі».
У червні 1902 року Кастро захопив британське судно Королева за підозрою у пособництві заколотникам. Це, поряд з відмовою Кастро співпрацювати з англійцями дипломатичними каналами, схилило Лондон до активних дій. У липні 1902 року німецький уряд був готовий повернутися до можливості спільних дій з прихильниками Матоса, але чіткої відповіді від Матоса щодо сплати боргів не отримав. У середині серпня Велика Британія та Німеччина досягли принципової угоди, що слід запровадити блокаду Венесуели до кінця року.
У вересні 1902, після того, як гаїтянські повстанці захопили німецьке судно та зброю, призначені для уряду Гаїті, Німеччина направила канонерський човен Пантера на Гаїті. Пантера знайшла корабель і оголосила, що потопить його, після чого бунтівний адмірал Хаммертон Кіллік після евакуації екіпажу підірвав корабель і себе разом з ним. Виникли побоювання з приводу того, як США розглядатимуть ці дії в контексті «доктрини Монро», але, незважаючи на думку державного департаменту США щодо цих дій німців як «незаконних та надмірних», Вашингтон промовчав, а «Нью-Йорк Таймс» написала, що «Німеччина була цілком вправі провести невелике прибирання власним коштом». Крім того, придбання Великою Британією крихітного острова Патос у гирлі річки Ориноко, між Венесуелою та британським протекторатом Тринідад і Тобаго, здавалося, не викликало жодного занепокоєння у Вашингтоні.
11 листопада під час візиту кайзера Вільгельма до короля Едуарда VII, було підписано «залізну угоду» про дії проти Венесуели. Також було погоджено, що всі питання з Венесуелою мають бути вирішені для задоволення обох країн, за винятком можливості сепаратної угоди. Угода була мотивована не в останню чергу німецькими побоюваннями, що Велика Британія може відмовитись від дій, і Німеччина залишиться одна проти можливого гніву США . Реакція британської преси на угоду була вкрай негативною, «Daily Mail» заявила, що Британія тепер «взяла на себе зобов'язання слідувати за Німеччиною в будь-якому дикому підприємстві, яке німецький уряд захоче зробити».
Протягом 1902 року США отримали різні послання з Великої Британії, Німеччини та Італії про намір вжити заходів проти Венесуели, на які США відповіли, що доти, доки європейці не захочуть зробити будь-яких територіальних придбань, вони не будуть заперечувати будь-яких дій. Британський посол у Венесуелі наголосив на необхідності тримати всі плани в таємниці, побоюючись, що американці можуть повідомити про них Кастро, і той встигне сховати свій флот у гирлі Оріноко.
7 грудня 1902 Велика Британія та Німеччина пред'явили Венесуелі ультиматуми, незважаючи на розбіжності про те, чи слід пропускати нейтральні судна (як хотіли німці) чи ні (як хотіли англійці). Німеччина зрештою погодилася з британською позицією, і, не отримавши відповіді на ультиматум, разом із Великою Британією розпочала морську блокаду венесуельського узбережжя 9 грудня силами кораблів Пантера, Фальке, Газель та Вінета. 11 грудня Італія пред'явила свій ультиматум, який Венесуела також відкинула. Венесуела стверджувала, що її національні закони мають на увазі, що «так званий зовнішній борг не повинен бути предметом обговорення поза правовими гарантіями, встановленими венесуельськими законами про державний борг» .

## Блокада

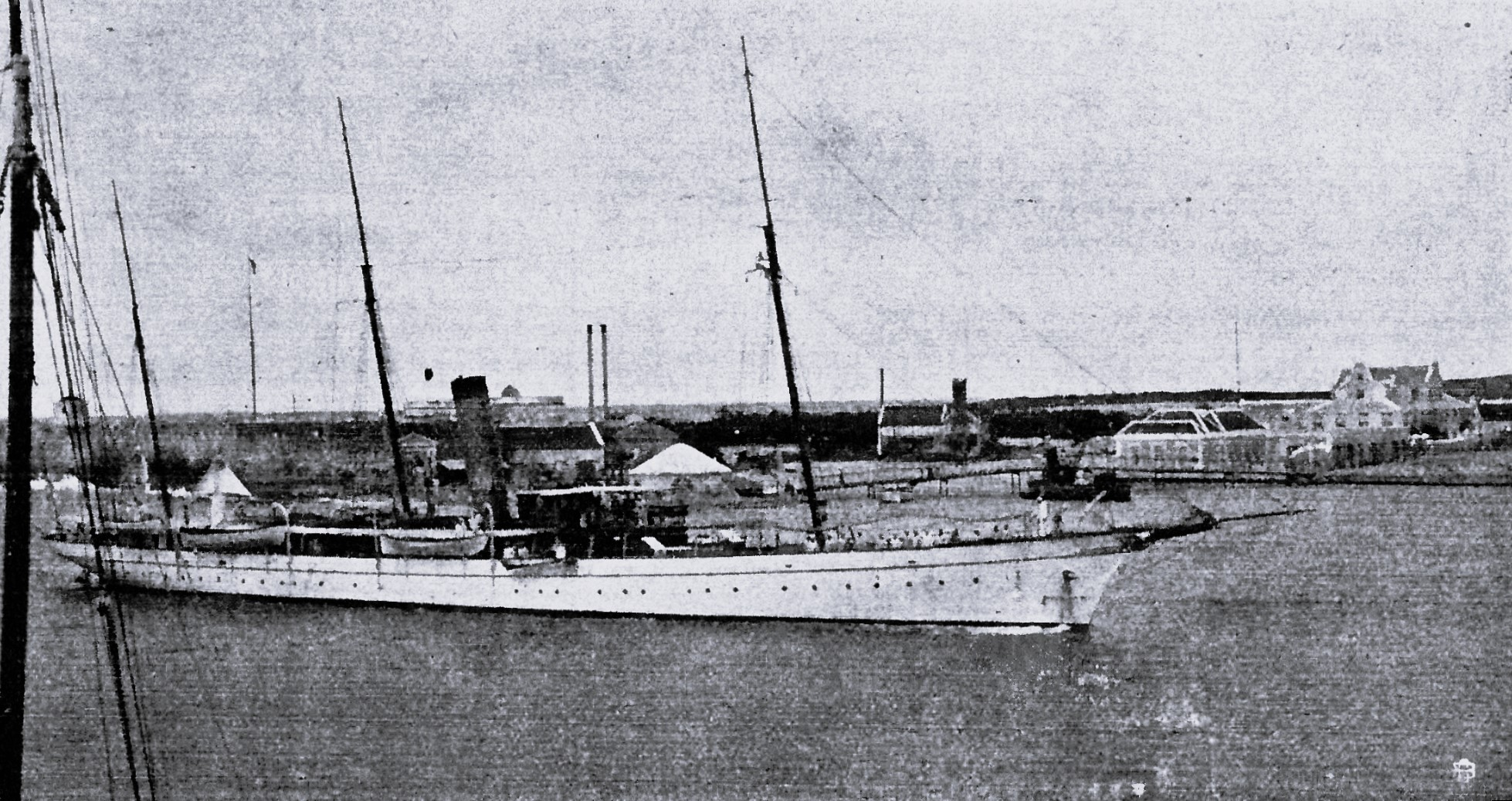
Німецька канонерка Restarador у Кюрасао

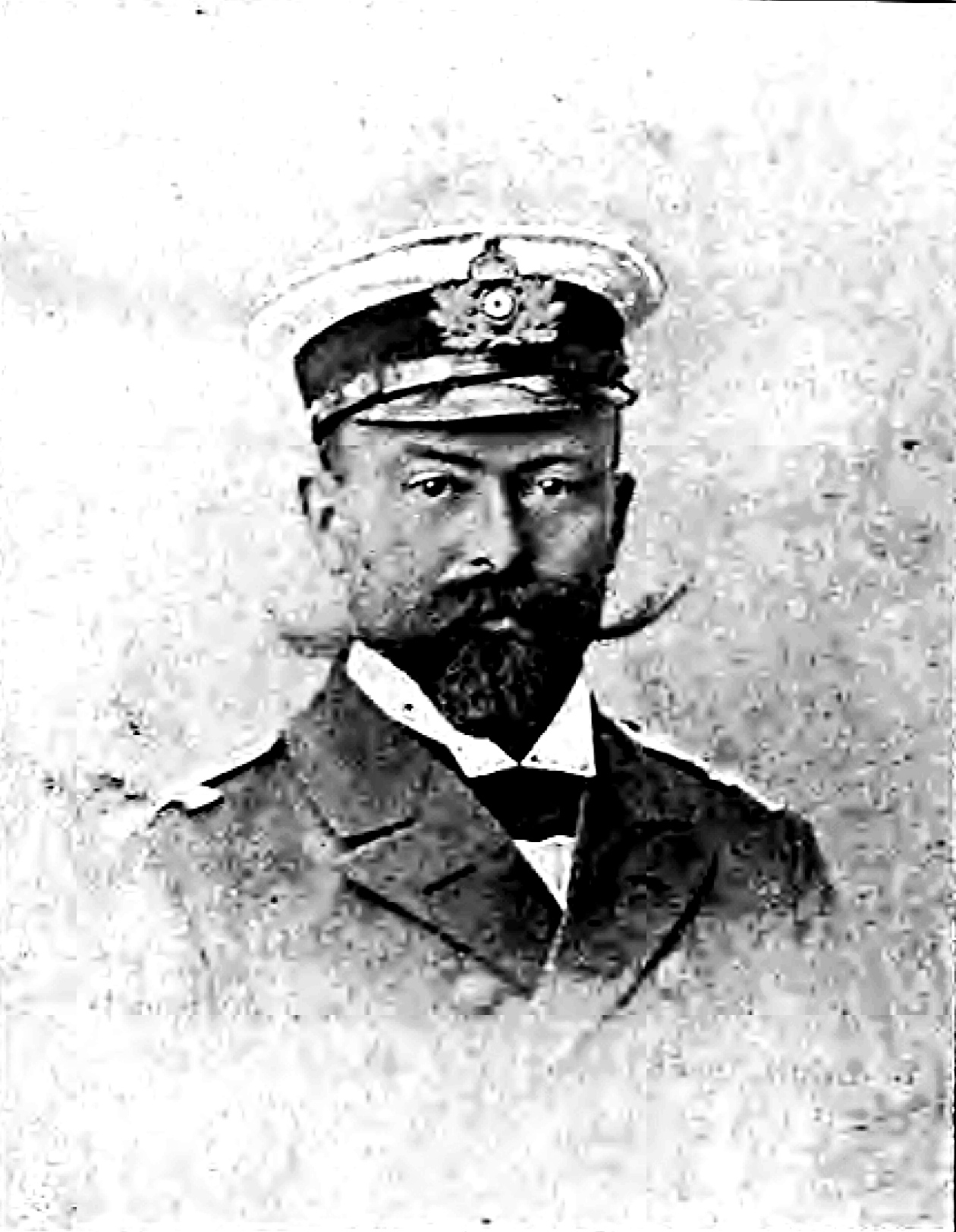
Лейтенант Тітус Турк (1902)

11 грудня 1902 року німецький військово-морський контингент поповнився канонеркою Restaurador, захопленою в порту Гуанта крейсером Газелле і яка отримала новий екіпаж на чолі з лейтенантом Турком. Британський контингент під командуванням коммодора Роберта Арчібальда Джеймса Монтгомері включав шлюп Alert та крейсер Charybdis. Італійський військово-морський контингент прибув на підтримку блокади 16 грудня. Європейські кораблі протягом двох днів захопили чотири венесуельські військові кораблі — майже весь венесуельський флот. Німці, які не мають достатнього потенціалу, щоб відбуксирувати їх на Кюрасао, просто потопили два з них. У відповідь Кастро заарештував понад 200 англійських та німецьких жителів Каракаса, що спонукало союзників висадити війська для евакуації своїх громадян.
13 грудня, після того як британське торгове судно було захоплене венесуельцями, а його екіпаж на короткий час заарештовано, англійці вимагали вибачень, і, не отримавши їх, почали бомбардування венесуельських фортів у Пуерто-Кабельо, за сприяння німецької Віни. У той ж день Велика британія і Німеччина отримали з США переслані від Кастро пропозиції передати суперечку до арбітражу. Кастро готовий був обговорювати лише вимоги, що стосувалися подій громадянської війни 1898, і ніякі інші. Німеччина виступила проти арбітражного розгляду, але Лондон був готовий погодитися на арбітраж і запропонував компроміс. Для впевненості в результаті арбітражу Лондон вирішив продемонструвати чинність і 20 грудня оголосив про початок офіційної блокади. Німецька блокада Пуерто-Кабельо була здійснена 22 грудня, а Маракайбо — 24 грудня.

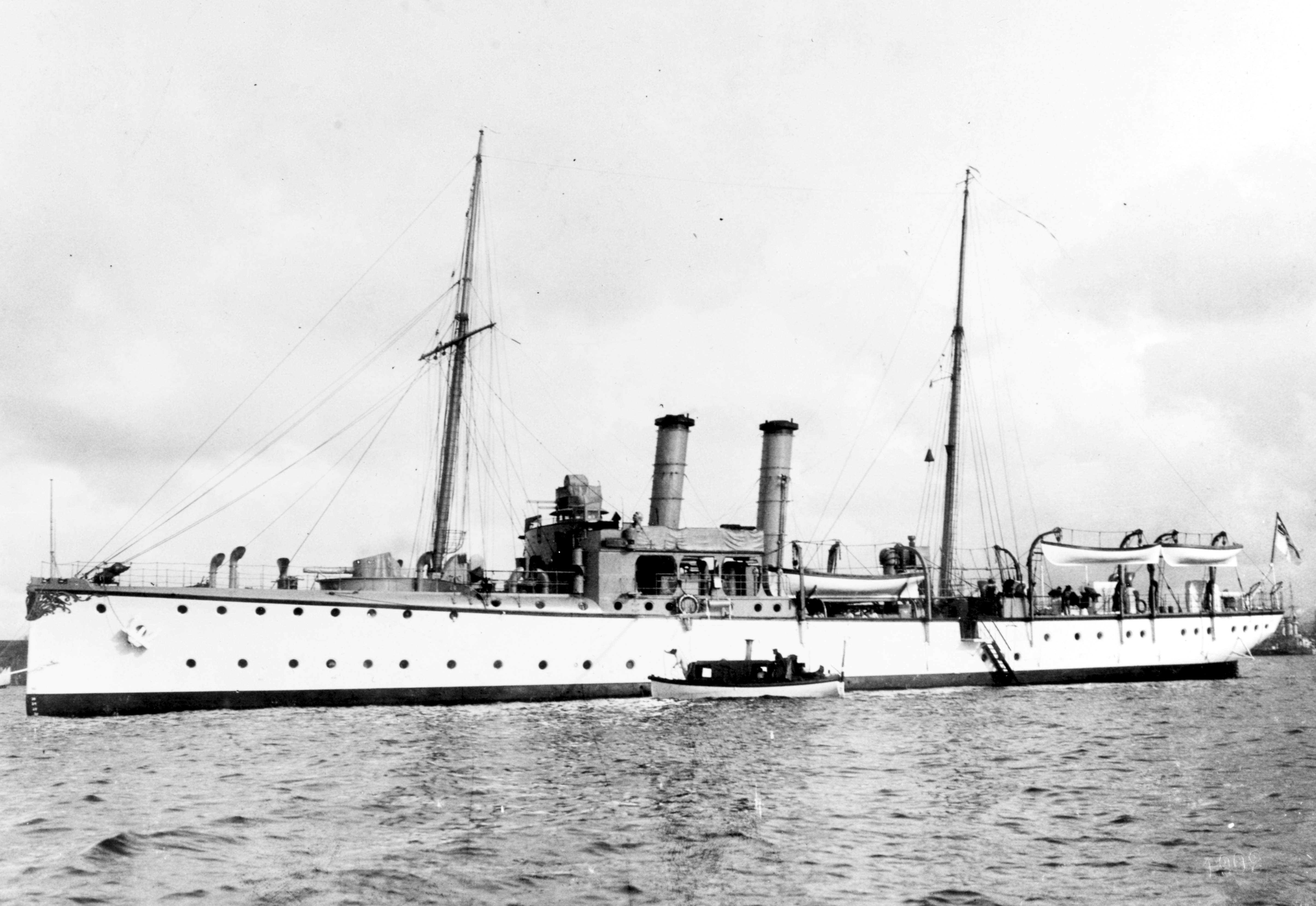
Пантера

Поки Велика Британія та Німеччина обмірковували пропозицію Кастро, американська громадська думка все частіше закликала до дій, зокрема до відправлення до місця подій флоту адмірала Джорджа Дьюї, який проводив давно заплановані навчання у Пуерто-Рико. Тим більше, що британський уряд і британська преса не вважали за ймовірне втручання США. Американці після грудневих ультиматумів Венесуелі відправили посланника для дослідження обороноздатності Венесуели, і той підтвердив свою впевненість у тому, що ВМС США зможе запобігти німецькому вторгненню. Публікація британським урядом Білої книги, що розкрила природу «залізної угоди», розлютила британську пресу, не в останню чергу тому, що спільність британських інтересів з німецькими була сприйнята чи не як державна зрада.
Британія неофіційно відповіла США 17 грудня, що готова прийняти арбітраж, і що Німеччина незабаром також погодиться. Чотирнадцять років, тодішній президент США Теодор Рузвельт стверджував, що згода Німеччини на арбітраж пішла після його загрози атакувати німецькі кораблі у венесуельських водах силами флоту Дьюї (але документальних підтверджень цьому немає). Проте після оголошення 18 грудня про те, що флот ВМС США вийде з портів на Різдво і попрямує на Тринідад, неподалік венесуельського узбережжя, посольство Німеччини у Вашингтоні заявило про те, що хотіло б отримати роз'яснення від уряду США. Рузвельт також стверджував, що Німеччина мала намір захопити венесуельський порт та створити постійну німецьку військову базу. Тим не менш, історичні документи показують, що німецький кайзер не мав жодного інтересу до такого підприємства, що мотиви для втручання лежали в площині приниження німецького престижу діями Кастро.

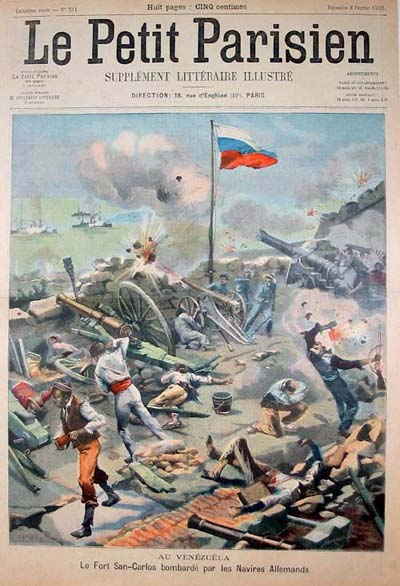
Обкладинка Le Petit Parisien. присвячена подіям у Венесуелі

У січні 1903 року, поки йшли переговори і тривала блокада, німецька Пантера спробувала увійти до лагуни Маракайбо, центру німецької комерційної діяльності . 17 січня вона почала перестрілку з гарнізоном форту Сан-Карлос, але пішла за півгодини, не маючи можливості підійти ближче до форту через мілководдя. Венесуельці відсвяткували цей відступ як свою перемогу, і німецький командувач послав проти форту краще озброєну Вінету. 21 січня Вінета обстріляла форт і знищила укріплення, вбивши 25 цивільних осіб у сусідньому поселенні. Британське командування не схвалило ці дії, заявивши, що німці вчинили їх без узгодження з ними. Цей інцидент викликав негативну реакцію у Сполучених Штатах щодо Німеччини. Міністерство закордонних справ Німеччини заявило, що спроба прориву Пантери в лагуну Маракайбо була продиктована бажанням забезпечити ефективну блокаду Маракайбо. Згодом Рузвельт повідомив послу Німеччини, що адміралу Дьюї було віддано наказ бути готовими до відплиття до Венесуели з Пуерто-Рико протягом години.

## Наслідки

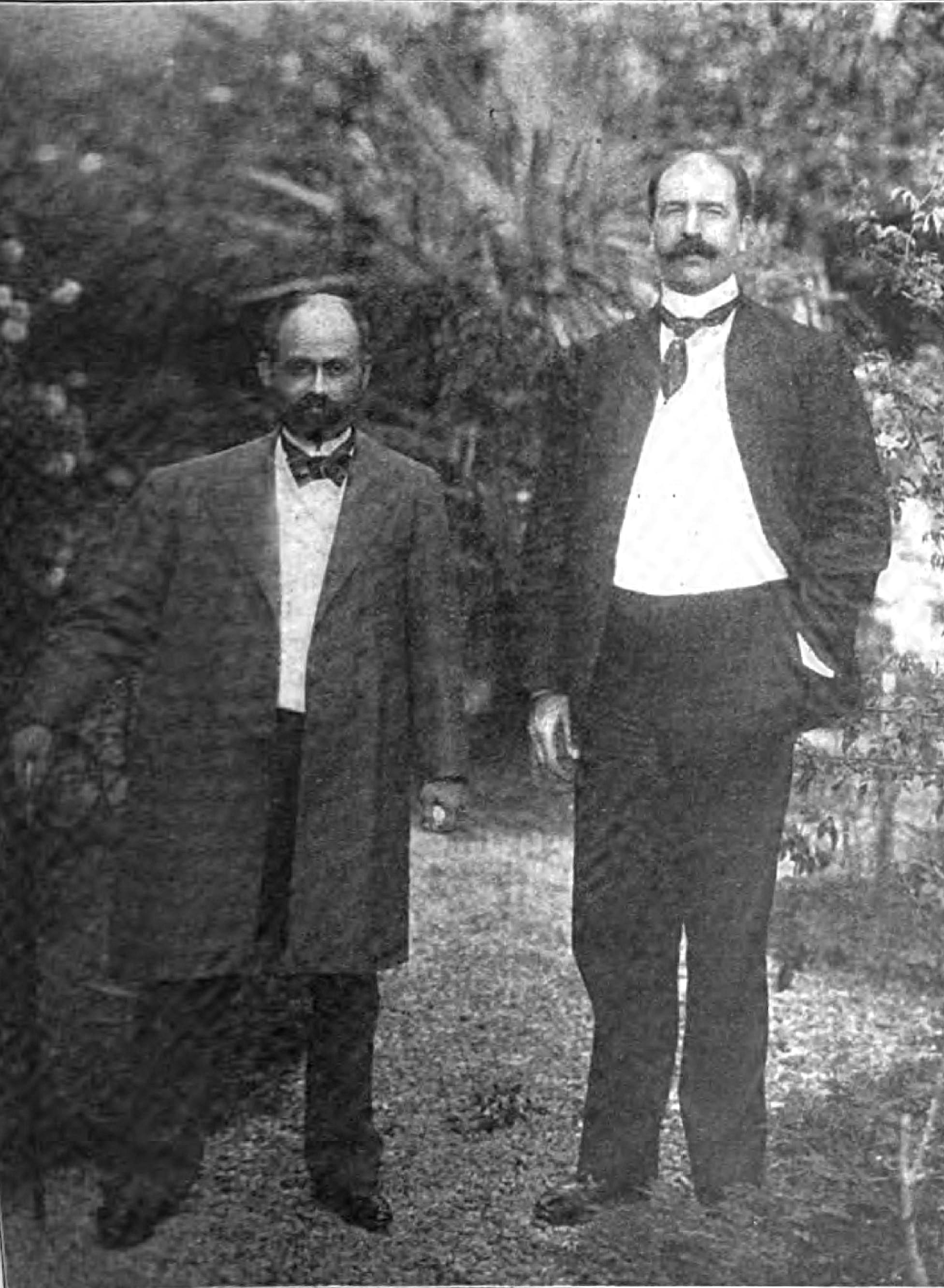
Сіпріано Кастро з послом США Гербертом Боуеном після підписання Вашингтонських протоколів, 1903

Під час арбітражу у Вашингтоні 13 лютого Велика Британія, Німеччина та Італія досягли угоди з Венесуелою. Венесуелу представляв посол США в Каракасі Герберт Боуен. Борги Венесуели були дуже великі в порівнянні з її доходами: близько 120 млн доларів боргів проти щорічного доходу в 30 млн. . Угода створила план виплат із урахуванням доходів країни. Венесуела погодилася віддавати по 30 % свого митного доходу з основних портів (Ла-Гуайра та Пуерто-Кабельо) країнам-кредиторам. Кожен кредитор отримав за результатами переговорів по $ 27 500, Німеччині обіцяли ще $ 340 000 протягом трьох місяців. Блокада була остаточно знята 19 лютого 1903.
Тим не менш, блокуючі країни виступали за отримання додаткових преференцій від Венесуели, і 7 травня 1903 року в цілому десять держав, у тому числі США, підписали протоколи передачі цього питання в Постійну палату третейського суду в Гаазі . Суд ухвалив 22 лютого 1904 року, що блокуючі сили мали право на преференції в оплаті їхніх вимог. США не погодився з рішенням, побоюючись посилення європейського впливу на Венесуелу. В результаті криза призвела до перегляду Рузвельтом суті «доктрини Монро»: в 1904 році у виступі перед Конгресом він заявив про право Сполучених Штатів втручатися в міжнародні суперечки в Америці з метою «стабілізувати» економічні справи малих держав Карибського басейну та Центральної Америки, якщо вони не в змозі сплатити свої міжнародні борги, щоб виключити втручання Європи.